# Strada europea E592
La strada europea E592 è una strada europea che collega Krasnodar a Džubga. Come si evince dalla numerazione, si tratta di una strada di classe B posta nell'area delimitata a nord dalla E50, a sud dalla E60, ad ovest dalla E95 e ad est dalla E105.

## Percorso
La E592 è definita con i seguenti capisaldi di itinerario: "Krasnodar - Džubga".